# Huangyang Shuiku
Huangyang Shuiku (kinesiska: 黄羊水库) är en reservoar i Kina. Den ligger i provinsen Gansu, i den nordvästra delen av landet, omkring 190 kilometer nordväst om provinshuvudstaden Lanzhou. Huangyang Shuiku ligger 2 072 meter över havet. Arean är 1,7 kvadratkilometer. Trakten runt Huangyang Shuiku består i huvudsak av gräsmarker. Den sträcker sig 2,8 kilometer i nord-sydlig riktning, och 1,8 kilometer i öst-västlig riktning.
Genomsnittlig årsnederbörd är 364 millimeter. Den regnigaste månaden är juni, med i genomsnitt 80 mm nederbörd, och den torraste är januari, med 2 mm nederbörd.